# Чемпіонат Азії та Океанії з хокею із шайбою серед юніорів 1990
Чемпіонат Азії та Океанії з хокею із шайбою серед юніорів 1990 — 7-й розіграш чемпіонату Азії та Океанії з хокею серед юніорських команд. Чемпіонат приймала столиця Південної Кореї Сеул. Турнір проходив з 10 по 17 лютого 1990 року.

## Підсумкова таблиця
| М | Команда        | І | В | Н | П | ШЗ | ШП  | Різ  | О  |
| - | -------------- | - | - | - | - | -- | --- | ---- | -- |
|   | Японія         | 6 | 6 | 0 | 0 | 86 | 4   | +82  | 12 |
|   | КНР            | 6 | 4 | 0 | 2 | 48 | 19  | +29  | 8  |
|   | Південна Корея | 6 | 2 | 0 | 4 | 42 | 35  | +7   | 4  |
| 4 | Австралія      | 6 | 0 | 0 | 6 | 5  | 123 | –118 | 0  |

## Результати
- Південна Корея 15 – 2  Австралія
- Японія 3 – 1  КНР
- Південна Корея 3 – 5 ' КНР
- Японія 26 – 0  Австралія
- Південна Корея 0 – 10  Японія
- КНР 17 – 0  Австралія
- Південна Корея 18 – 2  Австралія
- Японія 8 – 1  КНР
- Південна Корея 4 – 10  КНР
- Японія 33 – 0  Австралія
- Південна Корея 2 – 6  Японія
- КНР 14 – 1  Австралія